# ヨナス・ビョーラー
ヨナス・ビョーラー（Jonas Björler、1973年2月26日 - ）は、スウェーデン・イェーテボリ出身のミュージシャン（ベーシスト）。アット・ザ・ゲイツとザ・ホーンテッドのベーシストとして有名。ミュージシャンとしての活動最初期に短期間ドラマーを務めた事がある。アット・ザ・ゲイツ及びザ・ホーンテッド等で、共に活動しているアンダース・ビョーラー (Anders Björler)は、双子の兄である。

## 略歴
1980年代後半に、Demolitionのメンバーとして、ミュージシャンとしてのキャリアをスタートする。Demolitionは、1987年にデモをリリースし、その後解散している。1990年に、ドラマーとして、Infestationに参加する。Infestation解散後、アット・ザ・ゲイツを、トーマス・リンドバーグ、アンダース・ビョーラー、アルフ・スヴェンソン、エイドリアン・アーランドソンと共に結成する。ちなみに、トーマス・リンドバーグ、アンダース・ビョーラーとは、Infestationでも共に活動していた。1stアルバム『The Red In The Sky Is Ours』のレコーディング後、アット・ザ・ゲイツを離脱するが、その後、間もなく復帰している。アット・ザ・ゲイツの活動前期は、作曲活動をほとんど行っていなかったが、3rdアルバム『Terminal Spirit Disease』から作曲にも参加するようになった。アット・ザ・ゲイツは、4枚のフルアルバムを発表して、1996年に解散した。
1994年には、ディセクションのジョン・ノトヴェイト、アンダース・ビョーラー、エイドリアン・アーランドソンと共に、テラーを結成するが、デモをリリースしたのみに終わっている。
アット・ザ・ゲイツ解散後、アンダース・ビョーラー、エイドリアン・アーランドソン、及びSeance、サタニック・スローターのパトリック・ヤンセンと共に、ザ・ホーンテッドを結成する。ザ・ホーンテッドでは、多くの曲の作曲を行っている。
2007年には、アット・ザ・ゲイツをライブ活動限定、期間限定で再結成し、2008年に、再び解散した。更に2011年に再々結成し、ライブ活動を行う。

## ディスコグラフィー

### Demolition
- 1987年 Hordes of Evil （Demo）

### Infestation
- 1990年 When Sanity Ends （Demo）

### アット・ザ・ゲイツ (At The Gates)
- 1992年 ザ・レッド・イン・ザ・スカイ・イズ・アワーズ The Red In The Sky Is Ours
- 1993年 ウィズ・フィアー・アイ・キッス・ザ・バーニング・ダークネス With Fear I Kiss The Burning Darkness
- 1994年 ターミナル・スピリット・ディズィーズ Terminal Spirit Disease
- 1995年 スローター・オブ・ザ・ソウルス Slaughter of the Soul

### テラー (Terror)
- 1994年 Demo '94 （Demo）

### ザ・ホーンテッド (The Haunted)
- 1998年 ザ・ホーンテッド The Haunted
- 2000年 ザ・ホーンテッド・メイド・ミー・ドゥ・イット The Haunted Made Me Do It
- 2003年 ワン・キル・ワンダー One Kill Wonder
- 2004年 リヴォルヴァー rEVOLVEr
- 2006年 ザ・デッド・アイ The Dead Eye
- 2008年 ヴァーサス Versus
- 2011年 アンシーン Unseen